# Municipio de Brush Creek (condado de Scioto)
El municipio de Brush Creek (en inglés: Brush Creek Township) es un municipio ubicado en el condado de Scioto en el estado estadounidense de Ohio. En el año 2010 tenía una población de 1199 habitantes y una densidad poblacional de 9,14 personas por km².

## Geografía
El municipio de Brush Creek se encuentra ubicado en las coordenadas 38°49′48″N 83°12′59″O / 38.83000, -83.21639. Según la Oficina del Censo de los Estados Unidos, el municipio tiene una superficie total de 131.16 km², de la cual 130,74 km² corresponden a tierra firme y (0,32 %) 0,42 km² es agua.

## Demografía
Según el censo de 2010, había 1199 personas residiendo en el municipio de Brush Creek. La densidad de población era de 9,14 hab./km². De los 1199 habitantes, el municipio de Brush Creek estaba compuesto por el 96,66 % blancos, el 0,25 % eran afroamericanos, el 1,42 % eran amerindios, el 0,17 % eran asiáticos, el 0,67 % eran de otras razas y el 0,83 % eran de una mezcla de razas. Del total de la población el 0,75 % eran hispanos o latinos de cualquier raza.